# Touama
Touama (en àrab التوامة, at-Tuwāma; en amazic ⵜⵡⴰⵎⴰ) és una comuna rural de la província d'Al Haouz de la regió de Marràqueix-Safi, al Marroc. Segons el cens de 2014 tenia una població total de 11.243 persones.